# Jef Nys
Jozef "Jef" Nys (uttalas "näjs"), född 30 januari 1927 i Berchem nära Antwerpen, död 20 oktober 2009, var en belgisk (flamländsk) serieskapare och tecknare.
Som ung tog Nys starka intryck av Walt Disney och drömde förgäves om en karriär som en av dennes medarbetare. I stället gjorde han karriär i hemlandet; 1955 skapade Jef Nys serien Jommeke – på svenska Fenomenala äventyr med Peter och Alexander – som blev en av de mest populära serierna i Flandern. 